# Williams FW19
El Williams FW19 fue el coche con el que el equipo Williams compitió en la temporada 1997 de Fórmula 1. Fue conducido por Jacques Villeneuve, en su segundo año con el equipo, y Heinz-Harald Frentzen, quien pasó de Sauber para reemplazar al caído campeón de 1996, Damon Hill. Williams también contrató a los pilotos de pruebas Jean-Christophe Boullion y Juan Pablo Montoya.
Hasta la fecha, el FW19 sigue siendo el último coche Williams en ganar cualquiera de los campeonatos. También fue el último coche de Fórmula 1 con motor Renault en ganar un título de campeonato mundial hasta el Renault R25 en 2005.

## Diseño
El coche fue un desarrollo lógico del extremadamente exitoso FW18, que había ganado cómodamente ambos títulos en 1996. También fue el último chasis Williams en recibir aportaciones del diseñador Adrian Newey, quien dejó el equipo para unirse a McLaren antes de que comenzara la temporada. Su trabajo fue terminado por Geoff Willis. El FW19 fue el último Williams en utilizar un motor Renault oficial antes de la retirada temporal de la marca francesa. También se benefició de las aportaciones de diseño de Patrick Head. El nuevo coche fue diseñado para ser más ligero y rígido que el FW18. El coche fue el último Williams en utilizar el exitoso motor Renault RS9 V10 de aspiración natural junto con la caja de cambios interna de Williams. El coche utilizaba combustible Elf, aceite Castrol, amortiguadores Penske y frenos de disco de carbono AP Racing.
Villeneuve dijo más tarde que el FW19 era su coche de Fórmula 1 favorito, pero que era difícil conducirlo y sacarle el máximo partido. Añadió que la mayor parte del tiempo se sentía como conducir sobre hielo. A Frentzen también le resultó difícil conducir el coche y tuvo problemas para configurarlo a su gusto durante toda la temporada.

## Temporada 1997
El coche tuvo el difícil desafío de recoger el testigo del FW18 de 1996, que se había llevado ambos títulos en manos de Damon Hill, ahora partido por Arrows, y del retenido Jacques Villeneuve.
La temporada comenzó como terminó 1996 para Williams, con Villeneuve logrando la pole y Frentzen uniéndose a él en la primera fila en la carrera inaugural en Australia. Villeneuve estuvo en problemas desde el principio, sin embargo, un mal comienzo lo hizo regresar al campo y fue eliminado por Johnny Herbert en el Sauber. Esto dejó a Frentzen a la cabeza, pero el McLaren de David Coulthard lo superó en la segunda parada en boxes. Sin embargo, todavía estaba en la lucha por el segundo lugar, pero sus frenos fallaron a tres vueltas del final y Williams no obtuvo puntaje.

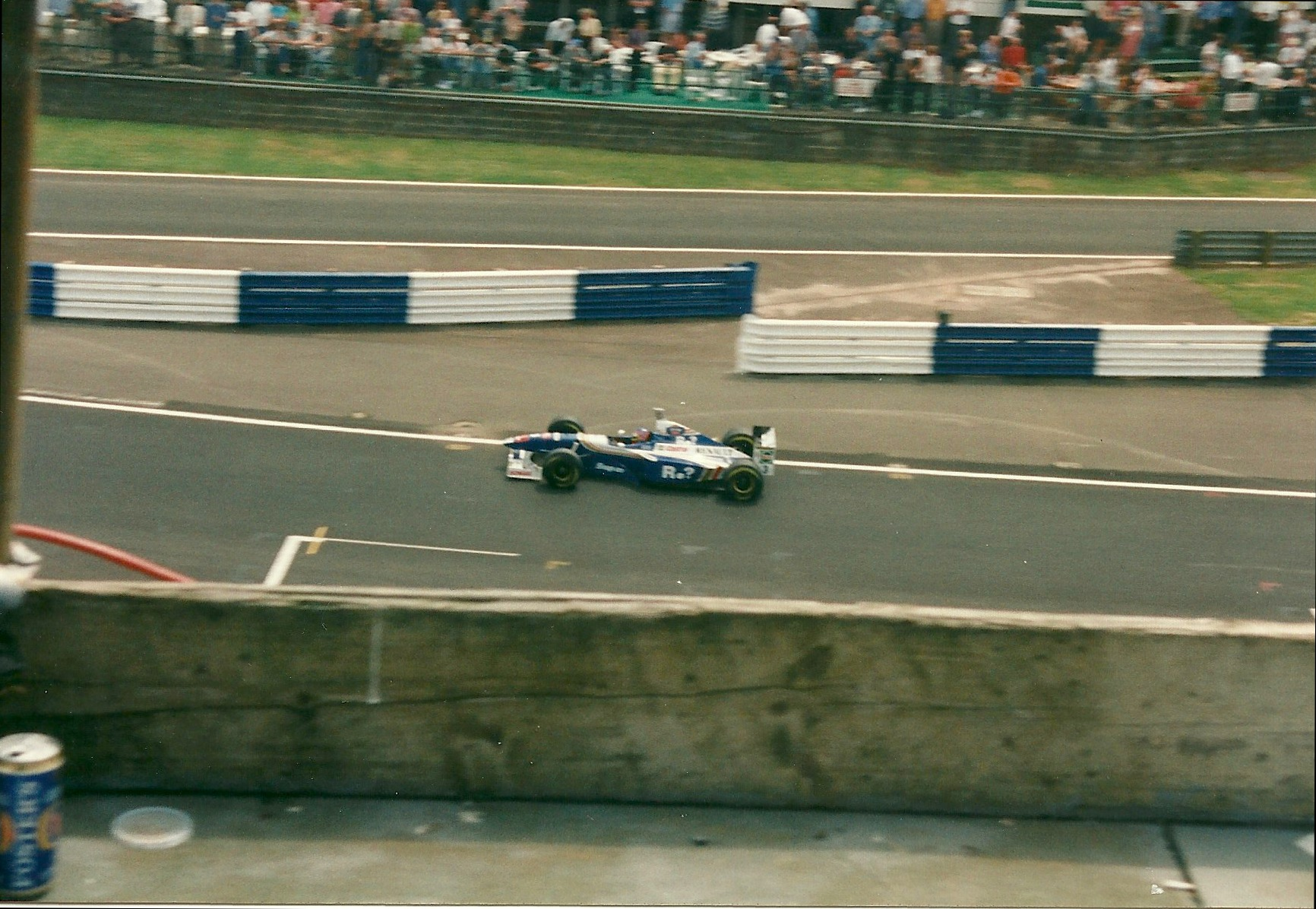
Jacques Villeneuve conduciendo el FW19 en el Gran Premio de Gran Bretaña de 1997.

Villeneuve volvió a conseguir la pole en Brasil, con Frentzen en un decepcionante octavo puesto. Villeneuve mantuvo el liderato durante toda la carrera, excepto tres vueltas durante la segunda ronda de paradas en boxes, y se aferró para conseguir su primera victoria de la temporada y la de Williams. Frentzen, sin embargo, tuvo una carrera mucho más emocionante, cayendo al puesto 13 en la salida, siendo superado por Hill, Ralf Schumacher en el Jordan, Stewart de Rubens Barrichello, Coulthard y Herbert. Volvió a adelantar a Barrichello y Herbert en las primeras vueltas, pero se mantuvo en el puesto 11 después de las primeras paradas. Las segundas paradas fueron mejores para él y superó a Ralf Schumacher, Hill y Coulthard, quedando octavo. Giancarlo Fisichella lo superó tarde en el Jordán y lo descendió al noveno lugar, por lo que una vez más no anotó puntos. Este resultado dejó a Villeneuve igual en la cima del campeonato con Coulthard y Williams en segundo lugar con Benetton y detrás de McLaren.
Un coche de seguridad temprano se activó en Argentina debido a la colisión entre Coulthard y Michael Schumacher de Ferrari. Esto fue bueno para el equipo Williams, que había comenzado 1-2, con Villeneuve en la pole por tercera vez consecutiva. Sin embargo, a Frentzen no le duró mucho, ya que su embrague se rompió después de sólo cinco vueltas, lo que significa que aún no había sumado puntos para la temporada. Villeneuve pudo mantener el liderato durante la gran mayor parte de la carrera, con sólo cinco vueltas durante las paradas en boxes lideradas por el Ferrari de Eddie Irvine. La segunda victoria del canadiense de la temporada lo dejó a él y al equipo claramente en la cima de la tabla del campeonato, a pesar de que Frentzen aún no había marcado.
El equipo con sede en Grove volvió a ocupar la primera fila en San Marino, y Villeneuve retuvo su récord de pole position del 100% de 1997. Michael Schumacher adelantó a Frentzen en la salida, y los coches Williams corrieron 1º y 3º hasta la primera ronda de paradas en boxes, cuando Villeneuve ya sufría problemas con la caja de cambios. Frentzen superó a su compatriota Schumacher y tomó la delantera, mientras que Villeneuve cayó al tercer puesto debido a sus problemas. Finalmente se retiró en la vuelta 41. Frentzen estuvo bajo presión de Schumacher hasta el final, pero aguantó y consiguió su primera victoria en F1. Villeneuve mantuvo su liderazgo en el campeonato, al igual que el equipo, y Frentzen ascendió al tercer puesto: él, Gerhard Berger de Benetton, Mika Häkkinen de McLaren, Irvine y Coulthard sumaron 10 puntos.
Frentzen consiguió la primera pole de su carrera en el Gran Premio de Mónaco, pero Villeneuve volvió a quedar tercero y Michael Schumacher los separó. El hombre de Ferrari adelantó a Frentzen en la salida muy mojada y los Jordan de Fisichella y Ralf Schumacher también lograron pasar. Villeneuve tuvo un mal comienzo y cayó al noveno lugar, detrás de Coulthard, Herbert, Barrichello y Prost de Olivier Panis también. Frentzen tuvo un trompo y Villeneuve tuvo problemas técnicos, y pronto estuvieron en el puesto 16 y 17. Mientras la lluvia seguía cayendo, ganaron posiciones debido a los accidentes de Herbert y Jarno Trulli en el Minardi, Berger tuvo que detenerse para cambiar el alerón delantero y, de hecho, pasó a Prost de Shinji Nakano en la pista. Esto los dejó en el puesto 11 y 12 con Frentzen todavía por delante de su compañero de equipo, pero en la vuelta 17 Villeneuve entró en boxes con un problema, luego identificado como daño por accidente después de un roce con la barrera, y se retiró. Frentzen consiguió una plaza en la misma vuelta debido a que Jean Alesi hizo un trompo con su Benetton y lo dejó fuera de carrera. Una vuelta más tarde, el alemán adelantó a Ukyo Katayama en el otro Minardi y quedó noveno. Todavía estaba noveno en la vuelta 40 cuando se abrió de par en par en la chicane frente al mar y rebotó en los bordillos, dañando su suspensión delantera derecha. Luego chocó contra la pared al otro lado de la pista, lo que provocó daños casi idénticos en la suspensión delantera izquierda. Estaba fuera de carrera y el desafío Williams Monaco había terminado. La victoria de Michael Schumacher le deja líder del campeonato a cuatro puntos de Villeneuve. Frentzen había sido degradado al cuarto puesto debido al tercer puesto de Eddie Irvine, y Williams había caído al segundo puesto por la actuación de Ferrari.
Los coches Williams volvieron a estar en primera fila en España, con Villeneuve de nuevo en la pole. Villeneuve mantuvo la posición al principio a pesar de la intensa presión de Coulthard y Michael Schumacher. Frentzen, sin embargo, cayó al sexto lugar cuando McLaren y Ferrari lo adelantaron junto con Alesi y Häkkinen. Frentzen había llegado al tercer lugar, pero cuando terminaron las segundas paradas en boxes, ya estaba octavo; Herbert y Panis también lo habían adelantado. Al final, Villeneuve pudo mantener el liderato sólo porque Olivier Panis, un retador improbable, quedó atrapado en el tráfico de Eddie Irvine y el Tyrrell de Jos Verstappen. Frentzen no fue de mucha ayuda para el canadiense, solo subió al octavo puesto con un ataque en la última vuelta sobre Fisichella. Este resultado permitió a Villeneuve recuperar el liderato del campeonato, pero mientras tanto Frentzen caía del 4º al 6º lugar cuando Panis y Coulthard lo adelantaron.
La séptima ronda del Campeonato tuvo lugar en Montreal, Canadá, la carrera de casa de Villeneuve. Sin embargo, el evento marcaría una caída a mitad de temporada en la suerte del equipo tanto en resultados como en el rendimiento del coche. Villeneuve, que había sido derrotado por Michael Schumacher en la pole position en los últimos momentos de la clasificación, se estrelló contra el Muro de los Campeones en la vuelta 2, lo que permitió al alemán registrar la victoria y recuperar el liderato del campeonato. Mientras tanto, Frentzen sólo pudo clasificarse y terminar cuarto después de una carrera mediocre que consistió en una mala salida y tres paradas en boxes.
Williams se quedaría aún más atrás en la carrera por el título en el Gran Premio de Francia, ya que Michael Schumacher logró una victoria dominante desde la pole position, 23 segundos por delante del segundo clasificado, Heinz Harald Frentzen. Los autos Williams comenzarían y terminarían segundo y cuarto, el ritmo de clasificación de Villeneuve se vio obstaculizado por tener que usar el auto de repuesto después de estrellar su auto de carreras en la FP3. Para Frentzen, la carrera fue sencilla en P2, incapaz de seguir el ritmo de Schumacher, pero adelantándose al Ferrari del tercer lugar de Eddie Irvine. Villeneuve, que se quedó detrás de Irvine en la salida después de adelantar al Jordan de Ralf Schumacher en la salida, hizo un cambio tardío a neumáticos de lluvia en las últimas vueltas cuando una tormenta eléctrica azotó la región de Nevers. Jacques, que se reincorporaba sexto, volvería a adelantar a Ralf Schumacher y Coulthard en la horquilla de Adelaida antes de afrontar el desafío de la última vuelta por el podio de Irvine. Al acercarse a la última curva del Lycée, Villeneuve miró cómo sumergirse por el interior del Ferrari antes de hundir su rueda trasera en el césped interior y girar a través de la pista hacia la entrada del pit lane, borrando los bolardos de entrada mientras lo hacía. Villeneuve tomaría la última curva en línea recta en su intento de reincorporarse a la pista para ocupar el 4º lugar, lo que le valió una citación de los comisarios que dejaron salir a Jacques con una advertencia. El resultado significó que Villeneuve se quedó 14 puntos detrás de Schumacher, mientras que Williams cayó 13 puntos detrás de Ferrari en sus respectivos campeonatos, sus mayores déficits de la temporada.
Villeneuve contraatacó en la batalla de Gran Bretaña, logrando la victoria en Silverstone, mientras que Schumacher se retiraría por un problema en el rodamiento de una rueda, reduciendo la ventaja de los alemanes a 4 puntos. Los Williams Renault bloquearon la primera fila de la parrilla con Jacques por delante de Frentzen después de que ambos desplazaran al McLaren de Mika Hakkinen en los últimos momentos de la clasificación. Sin embargo, Frentzen se estancaría en la vuelta de desfile y posteriormente se vería obligado a alinearse en último lugar, un obstáculo del que nunca se recuperó después de ser expulsado por Tyrrell de Jos Verstappen en la primera vuelta en Becketts. Mientras tanto, Villeneuve se alejó del primer puesto y, junto con Schumacher, se alejó del grupo perseguidor en el primer stint. Desafortunadamente, una parada en boxes de 33 segundos después de un retraso en la tuerca de la rueda trasera izquierda dejó al canadiense al séptimo lugar y le dio a Schumacher la ventaja. Villeneuve luego pasaría a Coulthard y al Benettons de 1 parada en su estrategia de 2 paradas que, combinada con el retiro de Irvine, lo ascendió al tercer lugar. Esto se convirtió en el segundo puesto después de que Schumacher perdiera el liderato. En las últimas vueltas, Villeneuve rápidamente se acercó al McLaren de Hakkinen antes de que el motor Mercedes finlandés se saliera de la curva Club en la vuelta 53 de 59, dándole así a Williams F1 su victoria número 100 en la Fórmula 1 en el mismo lugar donde su primera victoria en Silverstone en 1979.
Las fortunas volverían a caer en picado en el Gran Premio de Alemania en Hockenheim, con Williams soportando su carrera menos competitiva de la temporada con Frentzen y Villeneuve clasificándose quinto y noveno antes de que ambos registraran abandonos por error de los pilotos. Frentzen sufriría una rotura en la suspensión delantera izquierda tras el contacto con el Ferrari de Irvine en la primera vuelta. Villeneuve inicialmente se benefició de esta colisión y de la excursión de Coulthard en la vuelta 1 para correr en sexto lugar. Sin embargo, en la vuelta 34, Villeneuve hizo un trompo desde el quinto lugar al frenar en la chicane Jim Clark, encallando su Williams en la grava. Los 6 puntos de Schumacher y Ferrari por el segundo lugar ampliaron sus ventajas en el campeonato de pilotos y constructores a 10 y 9 puntos respectivamente.
El péndulo del título volvería a la esquina azul de Williams Renault en el Gran Premio de Hungría de agosto, con la quinta victoria de la temporada de Villeneuve y la segunda consecutiva en Budapest. Jacques se clasificaría en la primera fila, mientras que Heinz Harald largaría sexto después de elegir utilizar el neumático compuesto más duro de Goodyear. Villeneuve inicialmente hizo un mal comienzo en el lado sucio del circuito y cayó al quinto lugar detrás de Schumacher, Hill, Irvine y Hakkinen, con Frentzen detrás en sexto lugar. Villeneuve pasaría a Irvine por el cuarto lugar con un movimiento atrevido por el exterior en la curva 2 antes de ascender al tercer puesto tras el retiro de Hakkinen. El canadiense francés luego pasaría a su rival por el título, Schumacher, en la curva 1 para correr segundo y Frentzen tercero después de la primera de las tres paradas en boxes del Ferrari. Con la mayoría de los corredores de Goodyear luchando con neumáticos ampollados, Jacques hizo que una estrategia de 2 paradas funcionara, sin embargo, no pudo mantener el ritmo brillante de la Yamaha Arrows calzada con Bridgestone de Damon Hill. El actual campeón también hizo la segunda parada, y después de hacer su primera parada, Frentzen, la primera parada, tomó la delantera y marcó la vuelta más rápida de la carrera. La dura apuesta de Frentzen con los neumáticos parecía cosechar los frutos de una segunda victoria, hasta que en la vuelta 29 su válvula de combustible se soltó, lo que provocó una fuga de combustible. En la vuelta 74, faltando tres vueltas, la bomba hidráulica falló en el auto de Hill, lo que provocó que se atascara en tercera marcha, lo que le provocó un acelerador intermitente. Como resultado, Hill empezó a perder tiempo y fue superado por Villeneuve a mitad de la última vuelta. Villeneuve ganó la carrera, Hill terminó segundo y Johnny Herbert ocupó el tercer lugar en el podio. Con Schumacher sólo cuarto, Villeneuve se acercó a 3 puntos en la carrera por el título.
El Gran Premio de Bélgica fue testigo de una fuerte lluvia previa a la carrera que envolvió Spa Francorchamps y con ella arrasó las aspiraciones de Villeneuve de ganar en el bosque de las Ardenas. Jacques había conseguido una pole position dominante en condiciones secas y, tras haber sido el más rápido en el calentamiento de la mañana, parecía dispuesto a dominar el Gran Premio de Bélgica. Sin embargo, una fuerte lluvia provocó la salida del coche de seguridad por primera vez en la Fórmula 1, con las tres primeras vueltas bajo bandera amarilla. Cuando entró el coche de seguridad, Villeneuve lideró la cuarta vuelta con neumáticos de lluvia, por delante del Benetton de Alesi y del Schumacher con neumáticos intermedios. En la vuelta 5, Schumacher adelantó a Jacques para tomar el liderato en Rivage, antes de abrir una ventaja de 5,8 segundos que aumentó a 16,9 segundos al final de la siguiente vuelta. Como Villeneuve llevaba el neumático de lluvia equivocado, Jacques agravó un error cometiendo dos más. Se metió en la chicane de la parada de autobús y tuvo que optar por ir a la entrada del pit lane, momento en el que el equipo aprovechó la oportunidad para cambiar a intermedios después de un retraso para preparar los neumáticos. Sin embargo, la pista se estaba secando rápidamente, lo que hizo que otros corredores optaran por los neumáticos lisos, una acción que hizo que Villeneuve volviera a la vuelta 12 para montar los neumáticos secos y cayó al puesto 16. Mientras tanto, Frentzen, que largó séptimo, había retrocedido en las primeras vueltas antes de entrar en boxes por neumáticos slicks, una estrategia que le llevó a saltar por delante de Jacques. Frentzen correría cuarto durante gran parte de la carrera antes de ocupar el tercer lugar después de la descalificación de Hakkinen. Mientras tanto, Villeneuve subió el orden en condiciones secas, marcando la vuelta más rápida de la carrera por un segundo completo antes de terminar quinto, con limitación de daños, después de la exclusión de Hakkinen.
En la clasificación para el Gran Premio de Italia, los coches Williams se alinearon en segundo y cuarto lugar con Frentzen por delante. El circuito de potencia, con características similares a Hockenheim, no se adaptaba tan bien a los coches, como lo ilustran sus posiciones finales de 3º y 5º, de nuevo Frentzen por delante. Con Schumacher terminando sexto, Jacques se acercó a 10 puntos del alemán, mientras que Williams se acercó a 1 punto de Ferrari. También fue notable la segunda advertencia de la temporada de Jacques Villeneuve durante los entrenamientos del viernes por no reducir la velocidad adecuadamente ante las banderas amarillas, la misma infracción que cometió en el Gran Premio de San Marino.
Dado que la forma había sido errática entre las carreras de Canadá e Italia, en el Gran Premio de Austria comenzó un resurgimiento al final de la temporada que finalmente llevó al equipo de regreso al camino hacia la gloria del título. Otra actuación tardía en la clasificación vio a Villeneuve hacerse con la pole position en su última carrera, con Frentzen alineado en cuarto lugar. La pareja volvió a caer al 4º y 6º al principio, y se convirtió en 3º y 5º al final de la vuelta 1 cuando el motor Mercedes de Hakkinen volvió a explotar. Villeneuve luego superó al Stewart Ford de Rubens Barrichello por el segundo lugar antes de adelantar al Prost de Jarno Trulli para recuperar el liderato a poco más de la mitad de la distancia. Frentzen iba tercero cuando Michael Schumacher lo adelantó bajo banderas amarillas, lo que resultó en una penalización de 10 segundos para el líder del campeonato, lo que le dio a Frentzen el tercer puesto, mientras que Schumacher cayó al séptimo, pasando a Hill's Arrows en la última vuelta para ocupar el sexto lugar. La victoria de Villeneuve ascendió al canadiense a 67 puntos, uno menos que los 68 de Schumacher a falta de 3 jornadas. Mientras tanto, Williams superó a Ferrari en el campeonato de constructores para pasar a 98 puntos, 12 por delante de la Scuderia.
En el Gran Premio de Luxemburgo, Villeneuve y Williams salieron victoriosos y ambos aparentemente estaban a punto de capturar el título mundial, con Villeneuve sellando su séptima victoria de la campaña y Frentzen ocupando el tercer lugar, mientras que sus rivales por el título, Ferrari, no lograron sumar ni un solo punto. Los coches Williams se clasificaron segundo y tercero con Jacques por delante, sin embargo, los dos se tocaron en la carrera hasta la primera curva, con Villeneuve cayendo al tercer lugar detrás de los dos McLaren mientras Frentzen, en la confusión, golpeó accidentalmente su interruptor de encendido, lo que se apagó brevemente. su motor Renault. Como resultado, Frentzen volvió a ocupar el centro del campo. Ambos pilotos fueron ayudados en sus intentos de recuperación porque los dos McLaren explotaron casi simultáneamente sus motores Mercedes en las vueltas 42 y 43. Villeneuve heredó así el liderato y aceleró su coche hasta la meta para registrar su undécima y última victoria en la Fórmula 1 en el mismo lugar que su por primera vez a principios de 1996.
Un tumultuoso pero victorioso fin de semana del Gran Premio de Japón proporcionó un microcosmos para la temporada 1997 del equipo, donde los aplastantes puntos bajos aún se vieron atenuados por el éxito final. Jacques Villeneuve llegaría a Japón con una ventaja de 9 puntos en el campeonato, pero se marcharía con un déficit de 1 punto, mientras que Williams Renault necesitaba sólo 6 puntos para hacerse con el campeonato de constructores, resultado que consiguieron gracias al segundo puesto de Frentzen. . Para Jacques Villeneuve, la penúltima carrera del año se volvió amarga desde el momento en que fue penalizado por no reducir la velocidad por banderas amarillas como resultado de la salida de Tyrrell de Verstappen de la curva cuchara durante los entrenamientos del sábado por la mañana. Fue la tercera infracción de este tipo del canadiense francés durante la temporada después de San Marino e Italia, lo que provocó que Villeneuve fuera excluido del Gran Premio de Japón. El equipo apeló la decisión y Jacques pudo continuar su participación, corriendo bajo apelación desde la pole position. Frentzen clasificó al segundo Williams para ocupar el sexto lugar. Cuando se apagaron las luces, Villeneuve se movió defensivamente hacia Schumacher para mantener el liderato en la curva 1 y luego procedió a retroceder con la esperanza de que otros pilotos pudieran quitarle puntos a Schumacher, ya que cualquier punto que Jacques anotara probablemente sería quitado. Eddie Irvine pasaría a Hakkinen y Schumacher en la vuelta 3 por el exterior en la curva 6 antes de pasar a Villeneuve por el primer puesto en la última chicane en la misma vuelta. Después de la parada en boxes de Irvine, Villeneuve haría su primera parada en la vuelta 20 desde el liderato, reincorporándose brevemente en tercer lugar antes de que Schumacher se disparara por el interior del Williams en la curva 1 después de los estruendosos intentos del francocanadiense de bloquear al alemán. Con Frentzen entrando en boxes y reincorporándose cuarto, Eddie Irvine recuperó el primer lugar y luego redujo drásticamente la velocidad para permitir que Schumacher tomara la delantera en la vuelta 25 en las eses, antes de bloquear a Villeneuve. Villeneuve haría su segunda parada desde el tercer lugar, pero permaneció parado durante 13,4 segundos luego de un problema con el equipo de reabastecimiento de combustible, lo que lo relegó al quinto lugar detrás de Frentzen y Hakkinen. Con ambos Ferrari parando en su última parada, Frentzen tomó la delantera y con aire limpio cerró la brecha neta con Irvine, reincorporándose por delante del irlandés en la curva 1 en la vuelta 38. Frentzen se acercaría a Schumacher y marcaría la vuelta más rápida de la carrera. terminar a 1,3 segundos de distancia; sus 6 puntos confirman a Williams Renault como Campeón de Constructores de 1997. Villeneuve terminaría quinto pero perdería los 2 puntos después de que el equipo retirara su apelación. En consecuencia, dejó Japón a 1 punto crucial de Michael Schumacher a falta de 1 carrera.
El enfrentamiento por el título para la final de la temporada de 1997 tendría lugar en el Gran Premio de Europa en Jerez, España. Michael Schumacher entró en la final del título con 78 puntos, con Jacques Villeneuve con 77. La hora de clasificación supondría una novedad sin precedentes para la Fórmula 1, con los rivales del campeonato Villeneuve y Schumacher seguidos también por Frentzen, todos asegurando que los tres primeros marcaran exactamente el mismo tiempo. a la milésima de segundo más cercana, cada uno de ellos rodando el circuito de Jerez en 1:21.072. Lo más importante es que Villeneuve se aseguraría su décima pole de la temporada gracias a registrar el tiempo primero, al hacerlo en su primera carrera en la hora de clasificación. Michael Schumacher igualaría el tiempo poco más de 20 minutos después, antes de que Frentzen igualara a ambos en los últimos 5 minutos de la sesión. Para Jacques, todo se volvió insignificante cuando se apagaron las 5 luces rojas debido a que un exceso de patinaje lo dejó en tercer lugar detrás de Michael Schumacher y Frentzen después de dejar pasar a su compañero de equipo en la curva 1. Con Schumacher lentamente ganando ventaja, los Williams Renault cambiaron de posición. en la vuelta 8 con Villeneuve logrando el segundo lugar y la persecución para alcanzar a su rival por el título. Villeneuve haría la primera de dos paradas en la vuelta 23 desde el liderato, una vuelta después de que entrara Schumacher, y su statu quo se mantuvo después de que Frentzen y los dos McLaren entraran poco después. La pareja continuó alejándose al frente a medida que se acercaban a sus segundas paradas, con Villeneuve habiendo reducido una ventaja de 5 segundos a 2 segundos. Después de sus últimas paradas en las vueltas 42 y 43, Villeneuve se acercó rápidamente más para situarse a 0,3 segundos de Schumacher en la vuelta 47. Al acercarse a la curva 6 de Dry Sac en la vuelta 48, Villeneuve salió al frenar para lanzarse por el interior de Michael Schumacher. para retomar el liderato, los dos chocaron polémicamente después de que Schumacher, quien inicialmente se abstuvo de girar a la derecha para evitar a Jacques, luego giró a la derecha hacia el Williams cuando el liderato cambió de manos. La colisión resultante hizo que el Ferrari rebotara en el lateral del Williams y cayera a la grava, varado. El golpe, que dañó la batería de Villeneuve, significó que la batería ahora solo estaba conectada a través de sus propios cables eléctricos. Ante la sospecha de posibles daños, Villeneuve completó las últimas 21 vueltas a un ritmo reducido, pasando la victoria al McLaren de Mika Hakkinen mientras él y David Coulthard pasaban en la última vuelta después de que Jacques se hiciera a un lado voluntariamente. Al cruzar la meta en tercer lugar, los 4 puntos coronaron a Jacques Villeneuve como Campeón del Mundo de Fórmula 1 de la FIA de 1997. Mientras tanto, Heinz Harald Frentzen acabó sexto.
Rothmans Williams Renault finalmente retuvo su título de constructores con 123 puntos. El total de victorias de Villeneuve se confirmó con 81 puntos, mientras que Frentzen ascendería al segundo lugar en el Campeonato de Pilotos después de que Michael Schumacher fuera descalificado de su segundo puesto como castigo por su percibido juego sucio contra Villeneuve en la final de temporada en Jerez.
En total, de los 17 Grandes Premios de la temporada, el Williams Renault FW19 registraría 8 victorias, 11 poles, 9 vueltas rápidas, 15 podios y 5 bloqueos en la primera fila.
Williams utilizó logotipos de 'Rothmans', excepto en los Grandes Premios de Francia, Gran Bretaña y Alemania.

## Resultados
(Clave) (negrita indica pole position) (cursiva indica vuelta rápida)

| Año     | Motor       | Neu. | N.º | Pilotos               | 1   | 2   | 3   | 4   | 5   | 6   | 7   | 8   | 9   | 10  | 11  | 12  | 13  | 14  | 15  | 16  | 17  | Puntos | Pos. |
| ------- | ----------- | ---- | --- | --------------------- | --- | --- | --- | --- | --- | --- | --- | --- | --- | --- | --- | --- | --- | --- | --- | --- | --- | ------ | ---- |
| 1997    | Renault V10 | G    |     |                       | AUS | BRA | ARG | SMR | MON | ESP | CAN | FRA | GBR | GER | HUN | BEL | ITA | AUT | LUX | JPN | EUR | 123    | 1.º  |
| 1997    | Renault V10 | G    | 3   | Jacques Villeneuve    | Ret | 1   | 1   | Ret | Ret | 1   | Ret | 4   | 1   | Ret | 1   | 5   | 5   | 1   | 1   | DSQ | 3   | 123    | 1.º  |
| 1997    | Renault V10 | G    | 4   | Heinz-Harald Frentzen | 8   | 9   | Ret | 1   | Ret | 8   | 4   | 2   | Ret | Ret | Ret | 3   | 3   | 3   | 3   | 2   | 6   | 123    | 1.º  |
| Fuente: |             |      |     |                       |     |     |     |     |     |     |     |     |     |     |     |     |     |     |     |     |     |        |      |